# Henri Gavel
Pour les articles homonymes, voir Gavel.
Henri Charles Eugène Gavel, né le 22 mai 1880 à Saint-Pol-sur-Ternoise et mort le 15 octobre 1959 à Anglet, est un linguiste français, spécialiste en langues occitane et basque.

## Biographie
Henri Gavel fait des études de langues (licence d'allemand à Poitiers, puis licence et agrégation d'espagnol à Toulouse), avant de devenir professeur d'espagnol dans un lycée de Bayonne. Il profite de sa présence dans le pays pour étudier la langue basque.
Il devient membre de la Société d'études basques, avant d'obtenir une chaire à la faculté des lettres de Toulouse en 1930, en remplacement de l'occitaniste Joseph Anglade. Il consacre ses travaux à l'occitan, le castillan et le basque, pour lequel il devient un spécialiste reconnu, produisant un grand nombre de travaux philologiques, dont certains sont devenus des classiques.
Membre d'honneur à l'Académie de la langue basque, il est aussi membre de l'Académie gasconne, la Société de sciences, lettres et arts de Bayonne, la Société des Amis du Musée basque, l'Institut d'études occitanes, et autres institutions ou associations. Il contribue aussi à différentes revues, parmi lesquelles les revues basquisantes Revue Internationale des Études Basques, Gure Herria, Gernika, Euskera, Eusko-Jakintza, Bulletin du Musée Basque, mais aussi les Annales du Midi, les Annales de la Faculté de lettres de Toulouse, le Bulletin de la Société des professeurs de langues méridionales.
Selon Koldo Mitxelena, Henri Gavel est « l'une des grandes figures durant la période la plus prospère de la bascologie ».
Henri Gavel décède en 1959 à l'âge de 79 ans.

## Publications
Voir une « liste de ses écrits », sur worldcat.org.
Selon les spécialistes, ses deux œuvres majeures sont Éléments de phonétique basque (1920, 18 éditions publiées entre 1920 et 1969) 
et Grammaire basque (1929, 11 éditions publiées entre 1929 et 1937 en 3 langages).
(sélection des œuvres principales)
- [1920] Éléments de phonétique basque, Paris, éd. Champion, 1920, sur _ _ _.
- [1920] Essai sur l'évolution de la prononciation du Castillan depuis le XIVe siècle, d’après les théories des grammairiens et quelques autres sources, Paris, éd. Champion, 1920, sur _ _ _.
- [1926] Poésies gasconnes, Paris, éd. Champion, nouvelle édition annotée par Justin Larrebat, 1926, 130 p., sur _ _ _.
- [1929] Grammaire basque. (Le deuxième et dernier volume comprendra l'étude de la conjugaison.), t. 1 : Phonétique. Parties du discours autres que le verbe, Bayonne, Impr. du "Courrier", 1929.
- [1942] Recommandations concernant la graphie à utiliser pour l’enseignement facultatif de la langue d’Oc, Toulouse, éd. Privat, 1942.